# G.728
Le G.728 est une ancienne norme de compression audio de l'UIT-T.
Recommandation concernant les protocoles H.320 et H.323 sur l'encodage audio pour la téléphonie et la visioconférence.
Apparenté à la famille des recommandations G.7xx, elle concerne le transport de la voix en qualité « téléphonique ».
- Débits : 16 Kbit/s
- Gammes de fréquences : 300 à 3200 Hz.

Tombée en désuétude, cette norme est à éviter dans de nouvelles implémentations.